# Бабій Михайло Валентинович
Бабій Михайло Валентинович (нар. 13 травня 1995; Черкаси, Черкаська область, Україна) — український футболіст, півзахисник.

## Біографія
Михайло Бабій захопився футболом ще в дитячі роки і здобував ази гри в місцевій, шкільній секції та СДЮШОР Черкаси за яку виступав й навчався до 2013 року.
В дорослому футболі Михайло Бабій дебютував в 2013 році, виступаючи в команді СК «Пальміра». Наступний сезон він продовжив грати на рідній Черкащині, в новій об'єднаній команді «Зоря-Черкаський Дніпро-2». Починаючи з другої половини сезону 2015  два роки виступав за «Лідер» з Золотоніського р-ну, потім встиг пограти за «Колос» (Чорнобай) та в щойносформованій команді «Златокрай 2017» з Золотоноші.
В сезоні 2017-2018 років, Михайло Бабій став українським легіонером, перебравшись до Вірменії. Він провів кілька матчів за команду «Арцах».
В 2018 році Бабій повертається на Батьківщину і виступає за «Минай», разом з командою, набув професійного статусу, адже минайці стартували в турнірі ФФУ, зокрема в Другій лізі першості Україи з футболу.
Взимку сезону 2018-2019 покинув «Минай» та повернувся до виступів на Черкащині.